# Burro (film)
Burro è un film del 1989 diretto da José María Sánchez e scritto da Tonino Guerra.

## Trama
Il film narra la storia di Burro, ragazzo romagnolo che lavora nel piccolo cinema del suo paese. Si innamora di un'attrice del grande schermo che vede in ogni donna che incontra. Con lei avrà tre "incontri". Nell'ultimo la donna sarà una zingara che gli indica in un cane il padre morto.

## Riconoscimenti
- 1990 - Ciak d'oro
  - Candidatura a migliore attrice non protagonista a Elena Sofia Ricci